# Ула Мальмквіст
Ула Мальмквіст (швед. Ola Malmqvist; нар. 25 липня 1958) — колишній шведський тенісист.

## Фінали циклу ILTF

### Одиночний розряд (1 поразка)
| Результат | Рік  | Турнір                         | Суперник      | Рахунок  |
| --------- | ---- | ------------------------------ | ------------- | -------- |
| Поразка   | 1977 | Hampshire Tennis Championships | Енді В Пейтон | 3–6, 5–7 |